# Craspedella shorti
Craspedella shorti is een platworm (Platyhelminthes). De worm is tweeslachtig. De soort leeft parasitair op of in mariene dieren.
Het geslacht Craspedella, waarin de platworm wordt geplaatst, wordt tot de familie Temnocephalidae gerekend. De wetenschappelijke naam van de soort werd voor het eerst geldig gepubliceerd in 1995 door Cannon & Sewell.